# Conte Grande
SS Conte Grande var en italiensk oceanångare som byggdes 1927 för rederiet Lloyd Sabaudo.

## Design

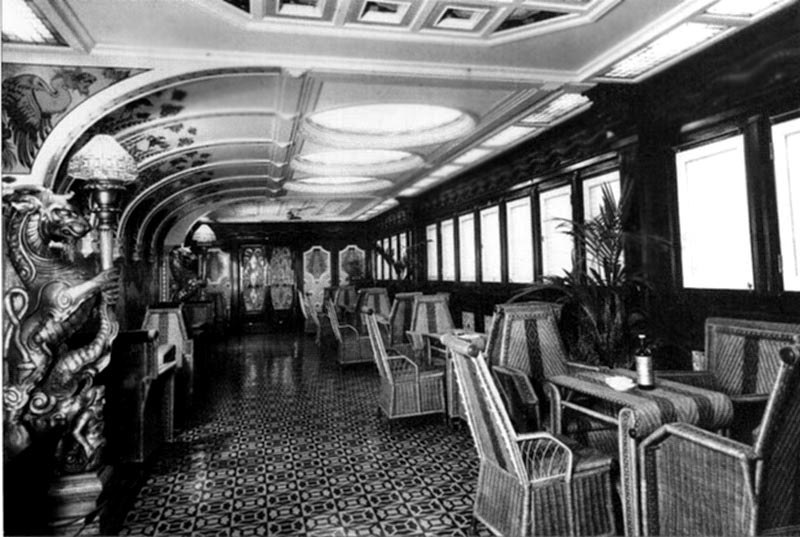
S/S Conte Grandes veranda.

Fartyget byggdes på rederiets egna varv i San Marco.
SS Conte Grande omtalades ofta som magnifik, och dess interiör var känd för sin förgyllda kineseri-arkitektur med den tidens finaste marmor.
Hon kunde ta 578 passagerare i första klass, 420 i andra, och 720 i tredje.

## Historia[2]
Conte Grande sjösattes och döptes den 29 juni 1927. Efter färdigställande levererades hon till Lloyd Sabaudo i april 1928 och avgick på sin jungfruresa den 13 april 1928. Vid avfarten var hamnen fylld av glada människor som länge hade hört och sett reklam eller nyheter om fartyget. Jungfruresan till New York förlöpte utan problem. 
År 1932, när Lloyd Sabaudo och  andra italienska rederier bildade  Italienska linjen, sattes Conte Grande in på den nya rutten mellan Genua, Santos och Buenos Aires.
Hon fortsatte trafiken på Sydamerika tills andra världskriget bröt ut 1939 och registrerades i Brasilien efter den italienska invasionen av Frankrike.
År 1942 köptes hon av USA:s flotta och döptes om till USS Monticello. Hon seglades till ett varv i Philadelphia, där en stor del av den lyxiga interiören togs bort, och byggdes om till trupptransportfartyg med plats för över 6000 soldater.
Hennes första uppdrag var att transportera trupper till Casablanca för Operation Torch och senare transporterade hon trupper till Myanmar efter Japans ockupation Burma.

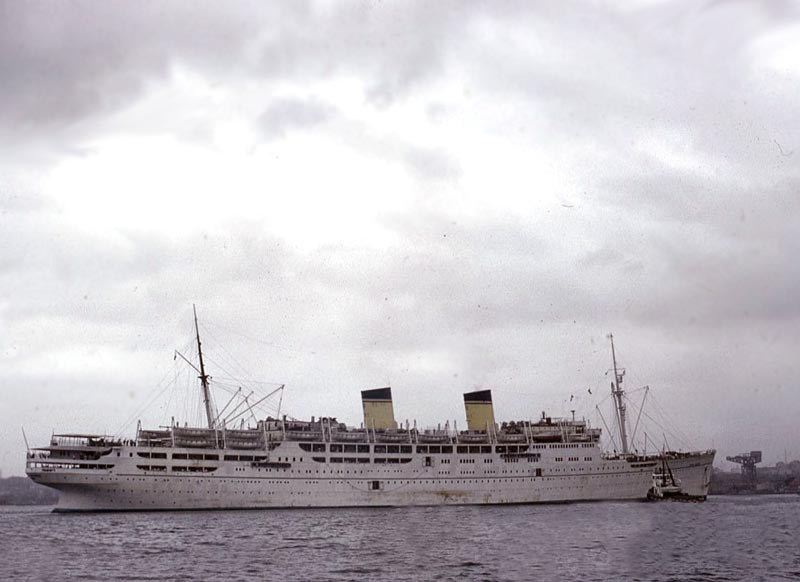
S/S Conte Grande den 14 september 1961.

Efter kriget återfördes hon 1947 till Italien efter beslut av USA:s president Harry S. Truman där hon åter togs i bruk efter en betydande översyn. Hon fick en ny, rak förstäv och två nya, mer strömlinjeformade skorstenar och plats för 1 498 passagerare, varav 215 i första klass, 333 i andra och 950 i tredje klass.
Efter S/S Andrea Dorias förlisning 1958 sattes Conte Grande och systerfartyget Conte Biancamano in på rutten mellan Genua och New York i några månader. 
År 1960 överfördes hon till International Refugee Organisation för transport av flyktingar från Europa till Australien. Hon överfördes till Italienska linjen igen 1961 men hann bara med några resor innan hon såldes som skrot den 7 september 1961.

## Galleri

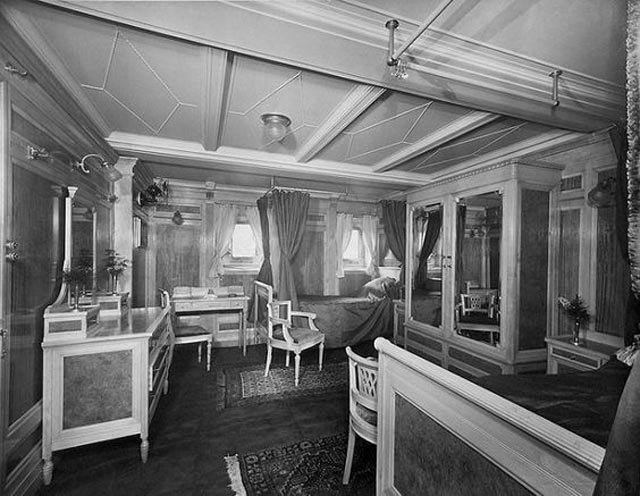
Tvåbäddshytt på första klass.
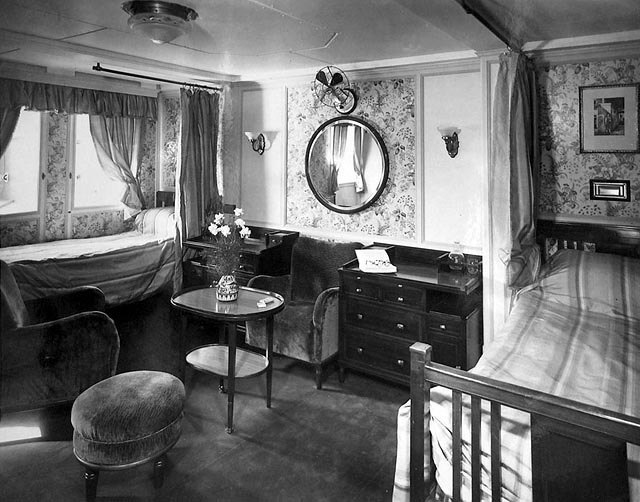
Annan design på förstaklasshytt.
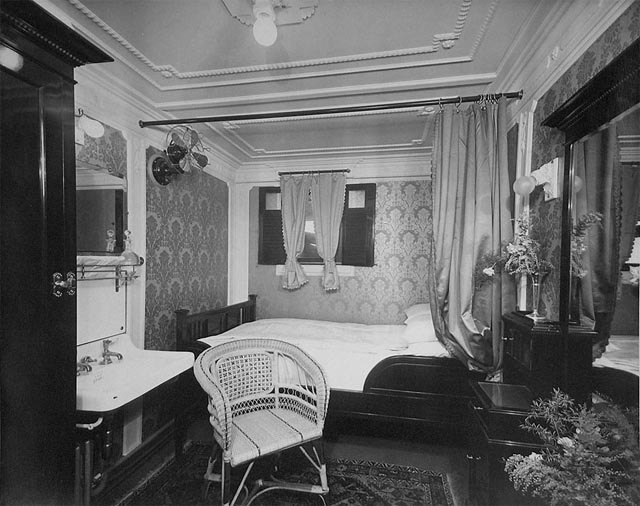
Enbäddshytt på första klass.
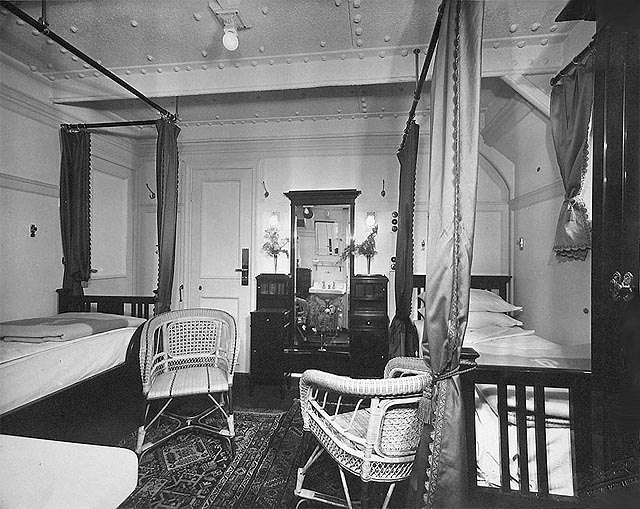
Tvåbäddshytt på andra klass.
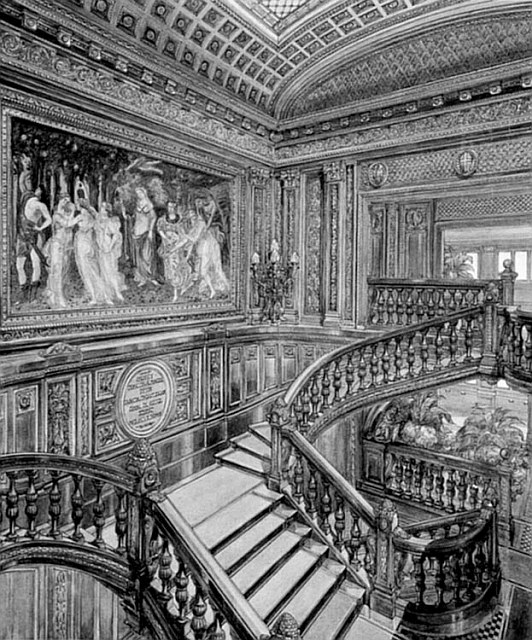
Trapphuset.
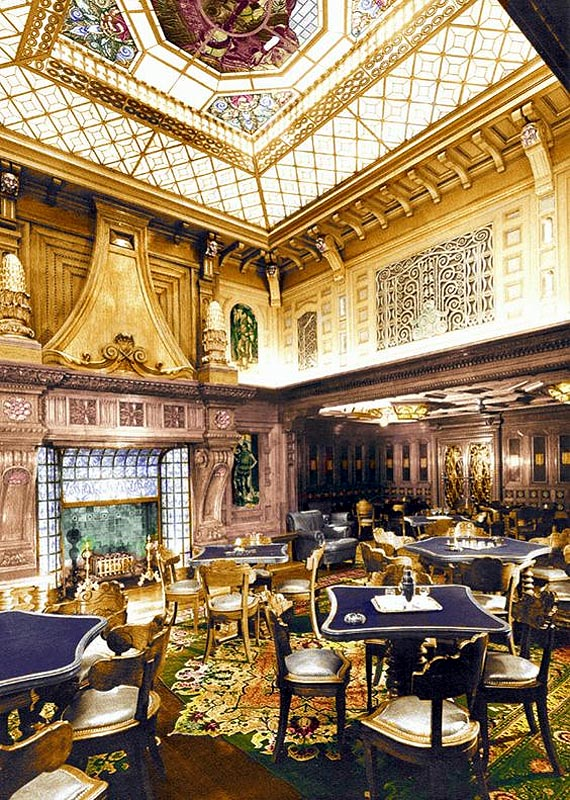
Skrivrum.
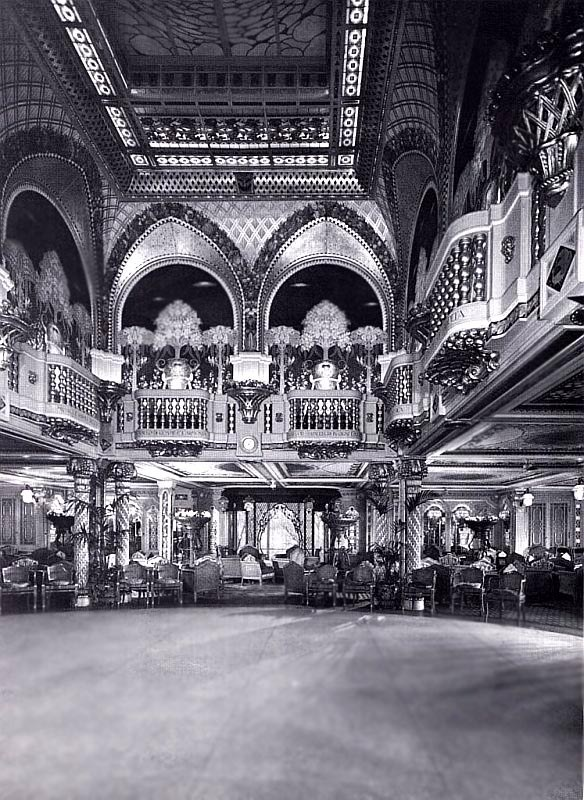
Balsalen.
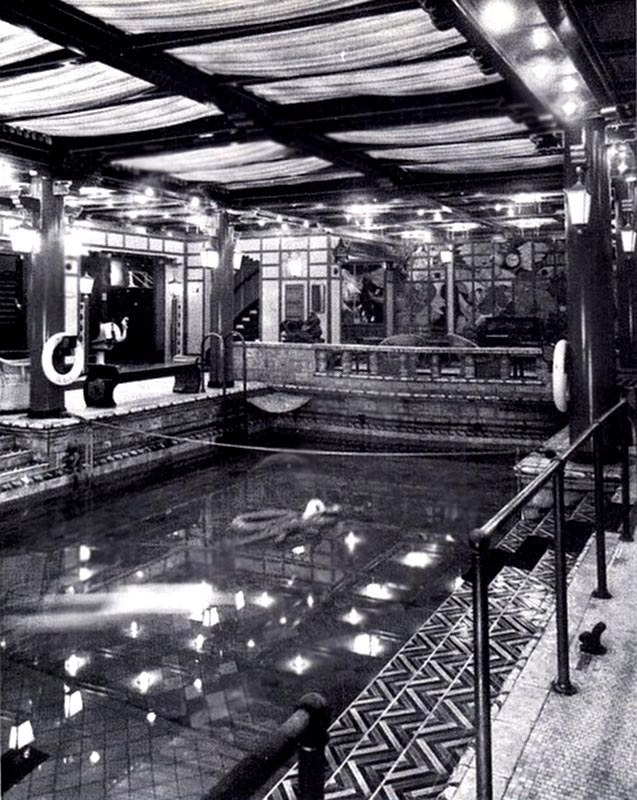
Poolen.